# Fritz Bischoff (Fußballspieler)
Fritz Bischoff (* 3. Juli 1949) ist ein ehemaliger deutscher Fußballspieler und Trainer. Als Spieler stieg er 1977 mit dem TSV 1860 München in die Bundesliga auf. Als Trainer arbeitete er vornehmlich im Amateurbereich und wurde mit den Amateuren des FC Bayern München 1987 Vizemeister der Bayernliga.

## Laufbahn
Als Spieler war Fritz Bischoff beim MSV Duisburg, Wacker Burghausen und dem TSV 1860 München aktiv. Mit den Münchener Löwen wurde er in der Regionalliga-Saison 1973/74 Tabellendritter hinter dem FC Augsburg und 1. FC Nürnberg. Als Profi kam Fritz Bischoff in den 1970er Jahren als Zweitligaspieler bei 1860 kaum über das Reservistendasein hinaus. In der Zweitligasaison 1976/77 feierte er mit München den Aufstieg in die Fußball-Bundesliga und kam auf 15 Saisoneinsätze.
Im Anschluss an seine Spielerlaufbahn wechselte Bischoff ins Trainergeschäft und übernahm zunächst die Amateure von 1860, später wurde er Spielertrainer in der Oberliga Nordrhein bei Olympia Bocholt. In den 1980er Jahren war er zunächst als Verbandstrainer bei den Fußballverbänden Rheinland und Schleswig-Holstein tätig.
Im Jahr 1987 erreichte Fritz Bischoff mit den Amateuren von Bayern München das Endspiel um die deutsche Amateurmeisterschaft. Wenig später wurde Bischoff Trainer der U15-Nationalmannschaft beim Deutschen Fußball-Bund und betreute den DFB-Nachwuchs gemeinsam mit Trainerassistent Hans-Jürgen Dörner bei der U-16-Europameisterschaft 1991, wo erst im Endspiel gegen Spanien der Titel verpasst wurde. Damit war die Auswahl für die U17-Weltmeisterschaft 1991 in Italien qualifiziert, wo beim erneuten Duell gegen Spanien im Viertelfinale das Aus kam. Im Sommer 1994 wurde er Coach beim westfälischen Regionalligaverein Preußen Münster sowie 1996 beim 1. FC Bocholt. Beide Engagements scheiterten jedoch nach nur einer Saison.
Danach arbeitete Bischoff als Honorarkraft der FIFA und hielt Vorträge im Ausland, ehe er ins Beratergeschäft einstieg. Als Spielerberater fungierte er unter anderem für Jens Nowotny, Daniel Bierofka, Andreas Görlitz, Daniel Felgenhauer, Alexander Bugera, Max Eberl und Ralf Keidel.